# Gesplittete Abwassergebühr
Der Begriff gesplittete oder auch gespaltene Abwassergebühr (GAG) bezeichnet in der Bundesrepublik Deutschland die getrennte Erhebung von Gebühren für Schmutz- und Niederschlagswasser.

## Hintergrund
Beim Abwasser, das in eine gemeindliche Abwasserbeseitigungseinrichtung (Kanalisation und Kläranlage) gelangt, wird unterschieden zwischen
- Schmutzwasser
- Niederschlagswasser (Regenwasser) aus Grundstücken
- Niederschlagswasser (Regenwasser) von öffentlichen Straßen und Plätzen

Die Verpflichtung zur Beseitigung dieser Abwässer haben die Länder grundsätzlich auf die Gemeinden übertragen (§ 56 Abs. 1 des Wasserhaushaltsgesetzes i. V. m. den jeweiligen Landesgesetzen, z. B. Art. 34 Abs. 1 des Bayerischen Wassergesetzes).
Die Kosten für die Beseitigung des Niederschlagswassers von öffentlichen Straßen und Plätzen tragen in der Regel die Straßenbaulastträger.
Die Kosten für die Beseitigung sowie Reinigung des Schmutzwassers und des Niederschlagswassers aus Grundstücken müssen grundsätzlich die Grundstückseigentümer tragen (Kommunalabgabengesetze der einzelnen Länder i. V. m. der Gebührensatzung der einzelnen Gemeinden).
Die Gemeinden haben die von den Grundstückseigentümern zu tragenden Kosten der Abwasserbeseitigungseinrichtung zunächst über eine einheitliche Abwassergebühr abgerechnet. Für reine Schmutzwassereinleiter muss diese einheitliche Gebühr gegenüber Einleitern von Schmutz- und Niederschlagswasser angemessen reduziert werden. Diese einheitliche Einleitungsgebühr wird grundsätzlich nach dem modifizierten Frischwassermaßstab (= das aus der Wasserleitung und evtl. anderweitig, z. B. Brunnen, entnommene Wasser abzüglich der nachweislich auf dem Grundstück zurückbehaltenen Wassermengen) bemessen.
Aufgrund von verschiedenen Gerichtsurteilen müssen grundsätzlich (mit einigen Ausnahmen) getrennte Gebühren für Schmutzwasser und Niederschlagswasser festgesetzt und erhoben werden (= gesplittete Abwassergebühr).

## Erfordernis
Die Erhebung einer einheitlichen Gebühr für Abwasser (Schmutzwasser und Niederschlagswasser) nach dem modifizierten Frischwassermaßstab ist nach der Rechtsprechung des Bundesverwaltungsgerichtes unbedenklich, wenn die durch die Gebühren zu deckenden Kosten der Niederschlagswasserbeseitigung nur geringfügig sind. Geringfügigkeit in diesem Sinne liegt dann vor, wenn der Kostenanteil der Niederschlagswasserbeseitigung an den gebührenfähigen Kosten der gesamten Entwässerungseinrichtung nicht mehr als 12 % beträgt (BVerwG, Beschluss vom 25. März 1985, Nr. 8 B 11.84). Im Zweifelsfall trägt die Kommune die Beweislast, dass von der Erhebung einer gesplitteten Abwassergebühr abgesehen werden kann (BayVGH, Urteil vom 31. März 2003, Az. 23 B 02.1937).
Der Verwaltungsgerichtshof Baden-Württemberg stellt im Urteil vom 11. März 2010 (Az. 2 S 2938/08) im Leitsatz fest:
„Die Erhebung einer nach dem Frischwassermaßstab berechneten einheitlichen Abwassergebühr für die Schmutz- und Niederschlagswasserentsorgung verstößt auch bei kleineren Gemeinden in aller Regel gegen den Gleichheitssatz des Art. 3 Abs. 1 GG sowie das Äquivalenzprinzip.“
Für die Gemeinden hat dies zur Konsequenz, dass – von wenigen, wohl nur theoretisch denkbaren Ausnahmen abgesehen – statt einer einheitlichen Abwassergebühr eine Schmutzwasser- und eine Niederschlagswassergebühr mit unterschiedlichen Gebührenmaßstäben erhoben werden muss (=gesplittete Abwassergebühr). Einen unverhältnismäßigen und damit nicht mehr zu vertretenden finanziellen Kostenaufwand sieht der Verwaltungsgerichtshof Baden-Württemberg damit nicht verbunden.
Gebührenmaßstab für die Schmutzwassergebühr ist der modifizierte Frischwassermaßstab. Für die Niederschlagswassergebühr dient als Gebührenmaßstab die befestigten Grundstücksflächen.

## Gerichtsurteile
Es gibt (nach mehreren privaten Klagen) einige Gerichtsurteile höhergerichtlicher Instanzen, die die Berechnung der Abwassergebühren nach dem „einheitlichen Frischwassermaßstab“ für unzulässig erklärten.
- Verwaltungsgerichtshof Baden-Württemberg, 11. März 2010, Az. 2 S 2938/08[1]
- Hessischer Verwaltungsgerichtshof, 2. September 2009, Az. 5 A 631/08[2]
- Verwaltungsgericht Aachen, 11. März 2005, Az. 7 K 1430/02[3]
- Verwaltungsgericht Lüneburg, 31. Mai 2007, Az. 3 A 370/05[4]
- Bayerischer Verwaltungsgerichtshof München, 31. März 2003, Az. 23 B 02.1936[5]
- Bundesverwaltungsgericht, 18. August 2003, Az. 9 B51.03[6]
- Oberverwaltungsgericht Münster (Urteil vom 18. Dezember 2007, Az. 9 A 3648/04)[7]

Zusammenfassend ergibt sich aus ihnen für alle Kommunen, bei denen der Kostenanteil der Niederschlagswasserbeseitigung an den gebührenfähigen Kosten der gesamten Entwässerungseinrichtung mehr als 12 % beträgt, die zwingende Notwendigkeit, eine gesplittete Abwassergebühr einzuführen.

## Mögliche Auswirkungen
Die gesplittete Abwassergebühr schafft finanzielle Anreize zur Entsiegelung, zur Regenwassernutzung und zur Regenwasserversickerung vor Ort und ist ein Beitrag zur Hochwasservorsorge und zur Erhaltung von Feuchtlebensräumen. Damit ist sie auch ein kommunales ökologisches Steuerungsinstrument.
Die Einführung der gespaltenen Gebühr ist daneben für die jeweiligen Kommunen eine Gelegenheit, ein Gesamtkonzept zur ökologischen Regenwasserbewirtschaftung zu erstellen. Dazu gehören zum Beispiel die Reaktivierung von Rigolen und die Anlage von Hecken im Bereich land- und forstwirtschaftlicher Flächen. Dies vermindert die Wahrscheinlichkeit von Hochwasserereignissen mit den damit einhergehenden auch volkswirtschaftlichen Schäden.

### Hochwasservorsorge

#### Kostendämpfung
Versickerung und Entsiegelung sind ein Beitrag zur Hochwasservorsorge. Sie helfen, Kosten beim Bau von Kanälen und Regenrückhaltebecken zu sparen und entlasten so die Abgabenzahler.

#### Umweltvorsorge
Bei Starkregenereignissen können Kanäle und Klärwerke die Wassermengen unter Umständen nicht vollständig aufnehmen. Dann fließt verschmutztes (Misch-)Wasser in Wassergräben, Bäche und Flüsse (sogenannter Überschlag), die unter diesem Aspekt auch als Vorfluter bezeichnet werden. Dies kann zu einer Schädigung und Veränderung von deren Fauna und Flora führen: dieses Risiko wird durch eine Dämpfung von Abflussmengen und -spitzen reduziert.

### Gebührengerechtigkeit
Die gesplittete Abwassergebühr trägt dazu bei, dass der jeweilige Verursacher die Kosten der Niederschlagswasserbeseitigung bezahlt. Sie bringt mehr Gebührengerechtigkeit. Familien oder zum Beispiel Bewohner geschlossener Bebauungen (Mehrfamilienhäuser) werden tendenziell finanziell entlastet, ebenso einige landwirtschaftliche Betriebe, da sie pro Nutzer relativ wenig versiegelte Flächen haben. Bei Einführung der gesplitteten Abwassergebühr kann es dann nicht mehr vorkommen, dass größere Familien für die Kosten der Niederschlagswasserbeseitigung pro Quadratmeter befestigte Flächen um ein Zigfaches gegenüber einem Einkaufsmarkt mehr belastet werden. Diese enorme Mehrbelastung tritt teilweise auch dann auf, wenn der Kostenanteil der Niederschlagswasserbeseitigung unter 12 % liegt.
Betriebe und Einrichtungen mit großen versiegelten Flächen und geringem Frischwasserverbrauch (Einkaufsmärkte, Schulen) werden stärker belastet als vor Einführung der gesplitteten Abwassergebühr.
Die Kosten für die Ableitung des Niederschlagswassers aus dem Bereich der öffentlichen Straßen muss der jeweilige Baulastträger (Kommune, Landkreis, Land oder Bund) tragen. In Hessen sind diese Kosten jedoch komplett von den Kommunen zu tragen aufgrund der Bestimmungen im Hessischen Straßengesetz.
Bezüglich der Gebührengerechtigkeit kritisiert der Verein „Haus und Grund“ die Kosten für die vom baden-württembergischen Verwaltungsgerichtshof geforderte Umstellung auf eine gesplittete Abwassergebühr. Luftbildaufnahmen zur Erfassung der tatsächlich versiegelten Flächen und der Verwaltungsaufwand seien Kostenfaktoren, die nicht unberücksichtigt in der Gesamtbetrachtung bleiben könnten und den Steuerzahler belasteten. Das Gericht hingegen sah keinen unverhältnismäßigen Kostenaufwand.

## Erfassung

### Luftbildkataster
Zur Erfassung der versiegelten Flächen verwendet man Luftbildaufnahmen und gleicht sie mit den Planunterlagen der Vermessungs- und Grundbuchämter ab (Geoinformationssystem). Mancherorts werden Luftbildaufnahmen aus Anlass der GAG-Einführung erstellt. Da aus den Luftbildaufnahmen allerdings nicht erkenntlich wird, ob die versiegelte Fläche auch an die Abwasseranlage angeschlossen und somit gebührenpflichtig ist, kann zwecks rechtssicherer Veranlagung auf die Selbsteinschätzung (verbindlich wie eine Steuererklärung) nicht verzichtet werden.

### Selbsteinschätzung
Die Verbraucher ordnen zur Bestimmung ihrer Niederschlagswassergebühren die Größe der versiegelten Fläche auf ihrem Grundstück in eine Verbrauchsklasse ein. Dieses Verfahren kann durch Stichprobenmaßnahmen und durch Satzungsregelungen ergänzt werden. Diese sollen Nachforderungen bei Falschangaben ermöglichen.